# Xylionulus pusillus
Xylionulus pusillus är en skalbaggsart som först beskrevs av Olof Immanuel von Fåhraeus 1871.  Xylionulus pusillus ingår i släktet Xylionulus och familjen kapuschongbaggar. Inga underarter finns listade i Catalogue of Life.